# Darko Velkovski
Darko Velkovski (mazedonisch: Дарко Велковски; * 21. Juni 1995 in Skopje) ist ein mazedonischer Fußballspieler, der als Innenverteidiger oder defensiver Mittelfeldspieler für die Nationalmannschaft von Nordmazedonien spielt.

## Vereinskarriere
Am 3. Januar 2024 gab Dinamo Bukarest die Verpflichtung von Velkovski bekannt, der zuvor über ein halbes Jahr als Freigänger tätig war. Sein Debüt für die Mannschaft gab Velkovski am 27. Januar 2024 bei der 1:2-Niederlage gegen Rapid Bukarest. Am 12. Februar 2024 erzielte er beim 2:0-Auswärtssieg gegen Meister Farul Constanța sein erstes Tor für den Verein. Für diese Leistung wurde er für die Liga-1-Mannschaft der Woche ausgewählt.
Er wurde im Juni 2024 von Dinamo entlassen.

## Internationale Karriere
Sein Debüt in der Fußballnationalmannschaft von Nordmazedonien gab er im Juni 2014 in einem Freundschaftsspiel gegen China. Seitdem hat er insgesamt 41 Länderspiele ausgetragen und dabei drei Tore erzielt.

## Auszeichnungen
Rabotnički
- Prva Makedonska Liga: 2013/14
- Nordmazedonischer Fußballpokal: 2013–2014, 2014–2015

Vardar
- Prva Makedonska Liga: 2015/16, 2016/17

Rijeka
- Kroatischer Fußballpokal: 2018/19, 2019/20
- Kroatischer Fußball-Supercup: Zweitplatzierte: 2019